# Amerikaanse kleine zilverreiger
De Amerikaanse kleine zilverreiger (Egretta thula) lijkt erg veel op de zilverreiger die in Afrika, Europa en Azië voorkomt.

## Uiterlijk
De Amerikaanse kleine zilverreiger is een middelgrote reiger welke een lengte tussen de 56 tot 66 centimeter bereikt en een gewicht van 350 tot 380 gram. De vogel heeft een spanwijdte van 100 centimeter. Het gehele verenkleed is helder wit. Rondom de neusgaten, tussen de snavel en de gele ogen, is de huid geel en zichtbaar, tijdens het broedseizoen verkleurt dit vaak naar rood. De bovenkant en de punt van de snavel is donkergrijs van kleur. De onderkant van de bek is wit. De poten van de vogel zijn eveneens donkergrijs. Het mannetje en het vrouwtje zijn gelijk.

## Gedrag
Het voedsel van de Amerikaanse kleine zilverreiger bestaat net zoals bij de meeste andere reigersoorten uit vis, week- en schaaldieren, kikkers, kleine reptielen en insecten. De vogel staat vaak doodstil aan de waterkant wachtend op mogelijk passerende prooien. Vaak gebruikt de vogel ook zijn poten om half verscholen prooi uit de rivierbodem tevoorschijn te halen waarna hij deze met zijn lange snavel kan pakken. Ook scheert hij soms al vliegend laag over het water waarbij hij vliegensvlug een visje uit het water pikt. Ook zijn ze regelmatig te vinden rondom vee in open vlaktes om de insecten te vangen. Andere keren 'rennen' ze door het water al jagend op kleine rivierkreeftjes.

## Voortplanting
Deze vogel bouwt zijn nesten voornamelijk in reigerkolonies. Deze kolonies kunnen vaak bestaan uit meerdere soorten reigers. Deze reiger broedt zowel aan de kustlijn als bij oevers van zoetwatermeren. Het nest bestaat uit takken, bladeren en veren en wordt voornamelijk gemaakt in bomen en flinke struiken. Het mannetje verzamelt het materiaal waarmee het vrouwtje het nest maakt. In sommige gebieden, voornamelijk het westelijke leefgebied van deze reigersoort, bouwt de vogel ook nesten op de grond aan de wateroevers.
Het vrouwtje legt 3 à 4 lichtblauw-groene eieren. De eieren worden zowel door het mannetje als het vrouwtje uitgebroed. Na een broed periode van 20 tot 26 dagen komen de eieren uit. Na 20 tot 25 dagen zitten de jongen volledig in de veren en kunnen ze het nest verlaten. Na anderhalve maand kunnen de jonge vogels zelfstandig leven.

## Verspreiding en leefgebied
De Amerikaanse kleine zilverreiger komt echter alleen voor in Noord- en Zuid-Amerika. Hij komt voor van het zuiden van Canada tot en met Chili en Argentinië. Ook is de vogel te vinden in het Caribisch gebied. In de warmere gebieden zijn de vogels permanente inwoners. In de koudere noordelijke en zuidelijke gebieden trekken de vogels in de koude periode naar warmer gelegen gebieden toe.
De soort telt 2 ondersoorten:
- E. t. brewsteri: westelijk Noord-Amerika.
- E. t. thula: van oostelijk en zuidelijk Noord-Amerika tot centraal Chili en noordelijk Argentinië.

## Afbeeldingen

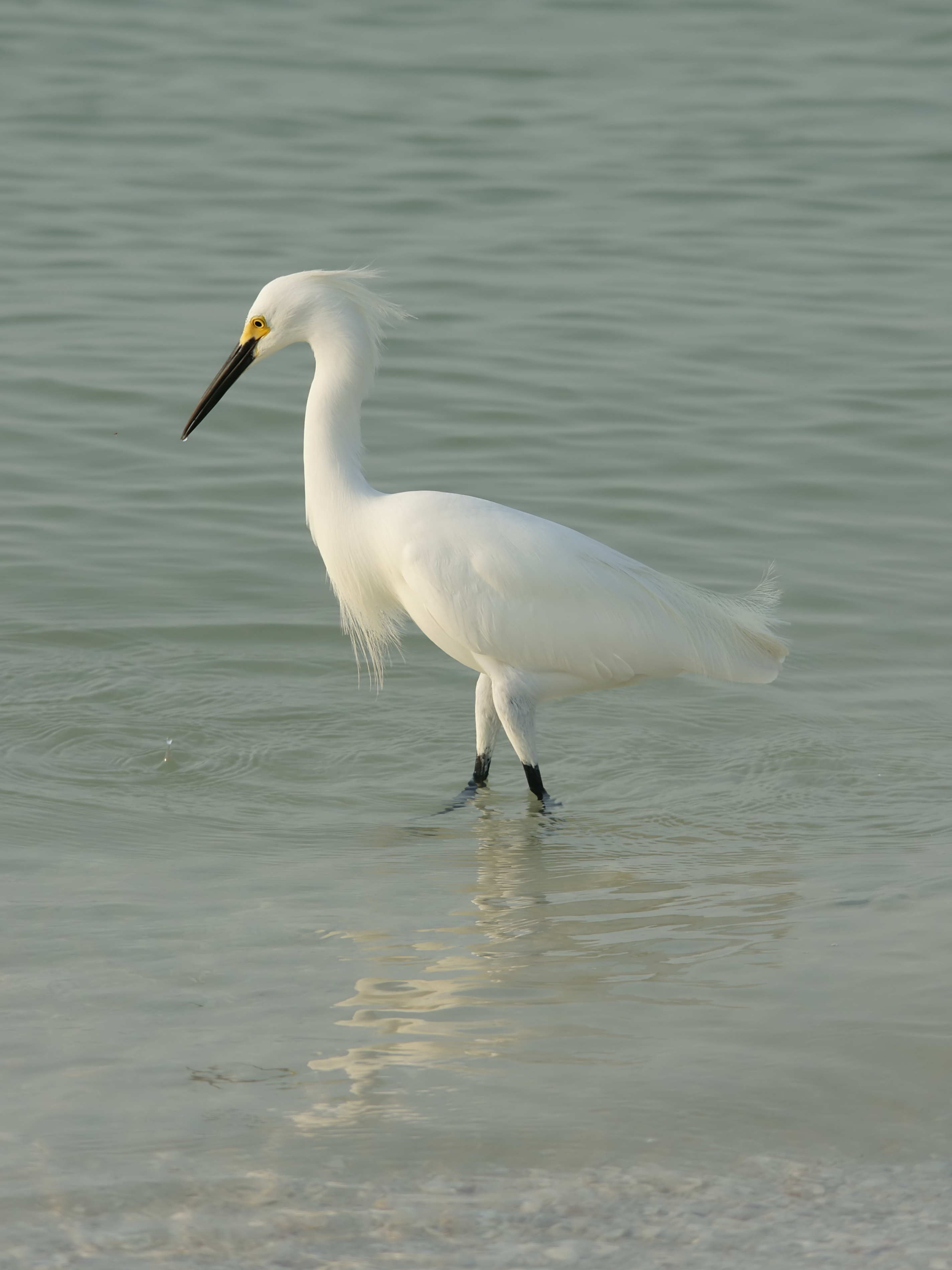
Zomerkleed
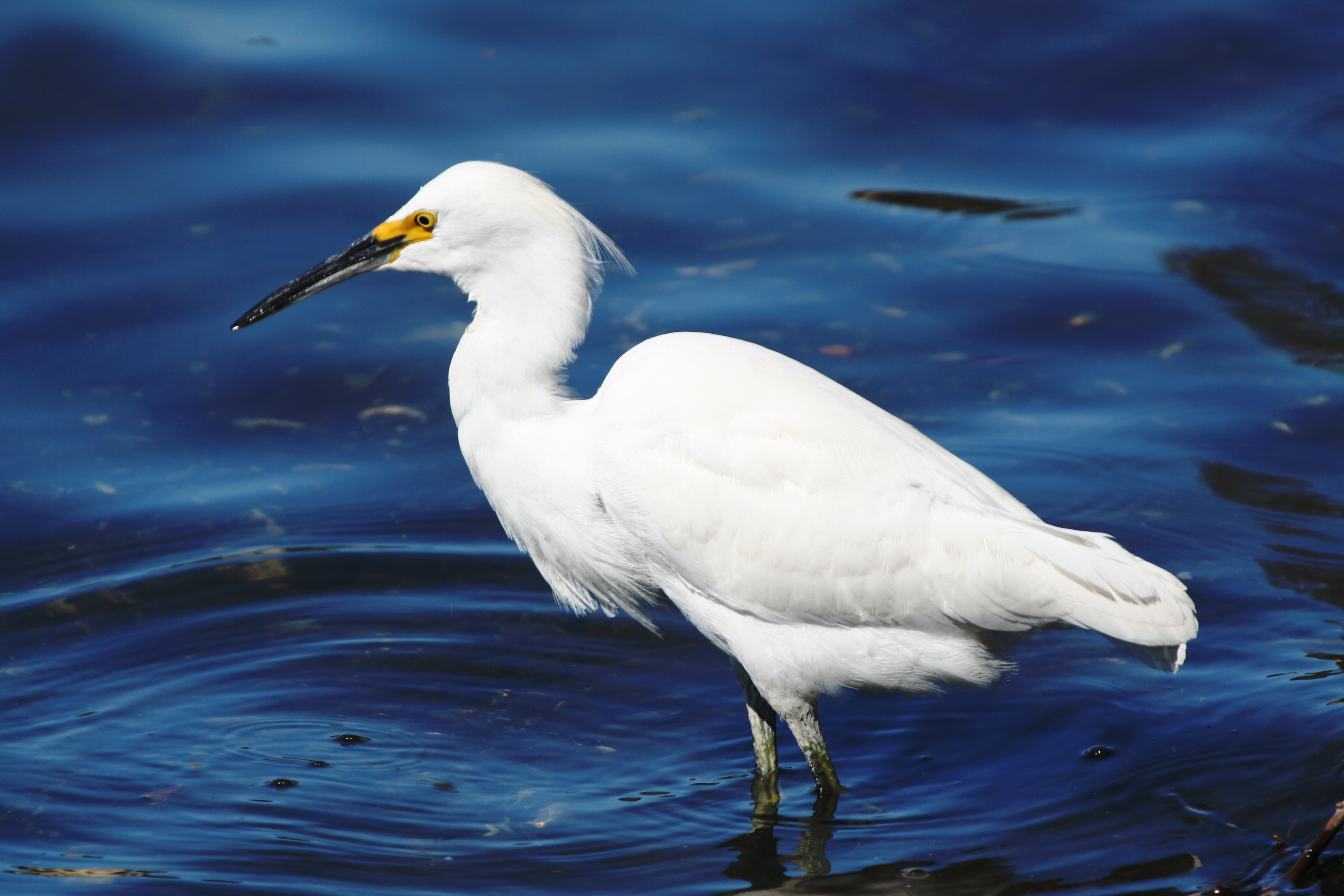
Winter kleed
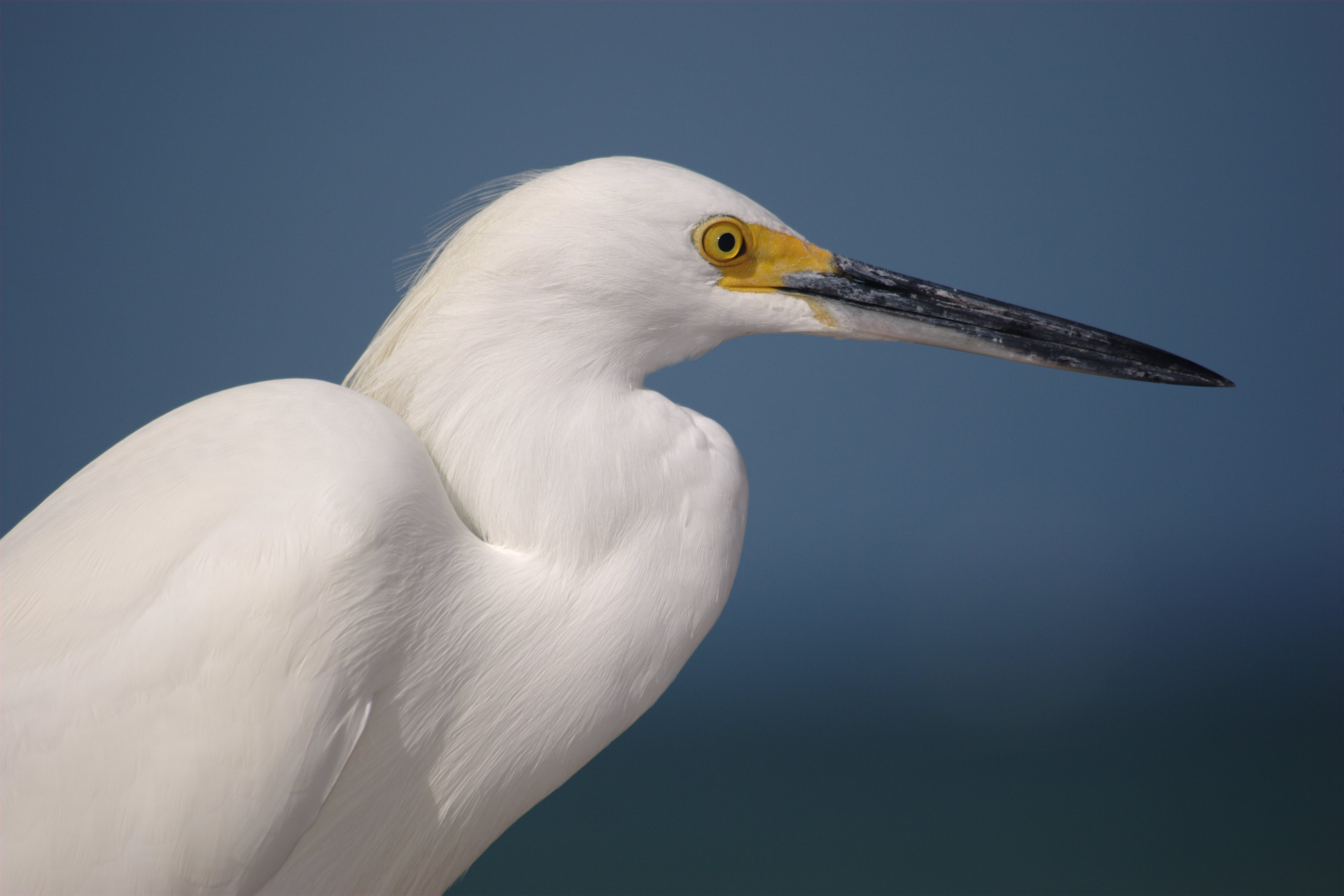
Portret
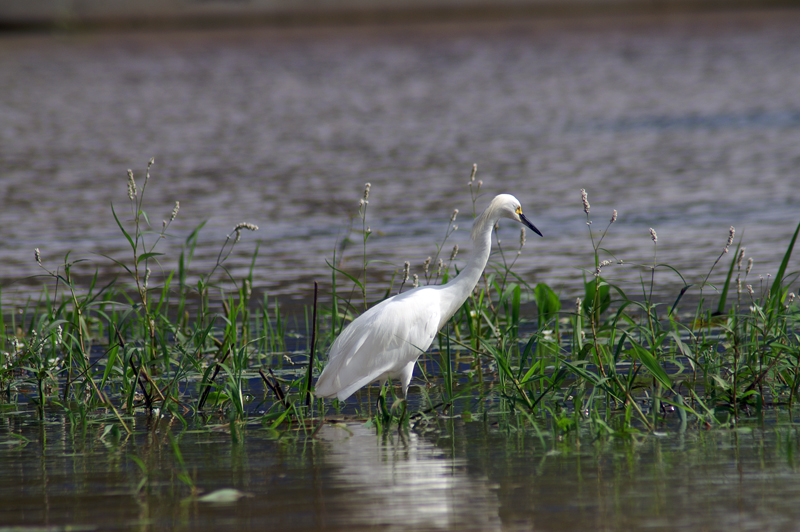
In Caño Negro - Costa Rica.